# Duane Washington Jr.
Pour les articles homonymes, voir Washington.
Duane Eddy Washington Jr., né le 24 mars 2000 à Francfort-sur-le-Main en Allemagne, est un joueur américano-allemand de basket-ball évoluant aux postes de meneur et arrière. Il mesure 1,89 m.

## Biographie

### Université
Il évolue trois saisons sous les couleurs des Buckeyes d'Ohio State.
Le 9 avril 2021, il annonce qu'il se présente à la draft 2021.

### Carrière professionnelle

#### Pacers de l'Indiana (2021-2022)
Bien que non drafté, il signe, le 30 juillet 2021, un contrat two-way en faveur des Pacers de l'Indiana. Son contrat est converti en contrat standard le 6 avril 2022.
En juillet 2022, Washington est licencié par les Pacers.

#### Suns de Phoenix (2022-2023)
Le 3 août 2022, il signe un contrat two-way avec les Suns de Phoenix. Il est coupé le 1er février 2023.

#### Knicks de New York (2023-2024)
Fin février 2023, il signe un contrat two-way en faveur des Knicks de New York,. Il est coupé en novembre 2023 à la suite d'une blessure au pouce puis signé à nouveau en janvier 2024.

#### Partizan Belgrade (depuis 2024)
Le 20 août 2024, il quitte les États-Unis pour le Partizan Belgrade, club serbe évoluant en Euroligue.

## Statistiques

### Universitaires
Les statistiques de Duane Washington Jr. en matchs universitaires sont les suivantes :
| Saison    | Équipe     | Matchs | Titul. | Min./m | % Tir | % 3pts | % LF | Rbds/m. | Pass/m. | Int/m. | Ctr/m. | Pts/m. |
| --------- | ---------- | ------ | ------ | ------ | ----- | ------ | ---- | ------- | ------- | ------ | ------ | ------ |
| 2018-2019 | Ohio State | 35     | 2      | 17,1   | 37,0  | 30,6   | 64,7 | 2,50    | 1,10    | 0,30   | 0,00   | 7,00   |
| 2019-2020 | Ohio State | 28     | 15     | 24,9   | 40,3  | 39,3   | 83,3 | 2,80    | 1,40    | 0,40   | 0,10   | 11,50  |
| 2020-2021 | Ohio State | 31     | 31     | 32,2   | 41,0  | 37,4   | 83,5 | 3,40    | 2,90    | 0,40   | 0,00   | 16,40  |
| Carrière  | Carrière   | 94     | 48     | 24,4   | 39,7  | 36,1   | 80,0 | 2,90    | 1,80    | 0,40   | 0,00   | 11,40  |

### Professionnelles

#### Saison régulière
| Saison    | Équipe   | Matchs | Titul. | Min./m | % Tir | % 3pts | % LF | Rbds/m. | Pass/m. | Int/m. | Ctr/m. | Pts/m. |
| --------- | -------- | ------ | ------ | ------ | ----- | ------ | ---- | ------- | ------- | ------ | ------ | ------ |
| 2021-2022 | Indiana  | 48     | 7      | 20,2   | 40,5  | 37,7   | 75,4 | 1,70    | 1,80    | 0,50   | 0,10   | 9,90   |
| Carrière  | Carrière | 48     | 7      | 20,2   | 40,5  | 37,7   | 75,4 | 1,70    | 1,80    | 0,50   | 0,10   | 9,90   |

## Distinctions personnelles

### Universitaires
- Third-team All-Big Ten (2021)

## Palmarès
- Vainqueur de la Ligue adriatique 2025
- Champion de Serbie 2025

## Vie privée
Il est le fils de l'ancien basketteur professionnel Duane Washington (en) et le neveu de Derek Fisher.